# Lješljani
Lješljani (serbisch-kyrillisch Љешљани) ist eine Ortschaft in der Gemeinde Novi Grad in Bosnien und Herzegowina.

## Geografie
Lješljani liegt im Nordwesten des Landes, nur wenige Kilometer von der Grenze zu Kroatien entfernt. Bis zum südwestlich gelegenen Novi Grad beträgt die Entfernung etwa 18 Kilometer. Der Ort befindet sich auf einer Höhe von 300 Metern am Südwestrand des Kozara-Gebirges. Die Umgebung ist fast vollständig bewaldet.

## Geschichte
Zwischen dem Ersten und dem Zweiten Weltkrieg befand sich in Lješljani eine Kohlemine. Die Ortschaft hatte damals mehrere hundert Einwohner, 1991 waren es noch 59.
Während des Zweiten Weltkrieges wurden einige hundert Zivilisten und Widerstandskämpfer aus der ganzen Region (als Partisanen und Kommunisten bezeichnet) zusammengetrommelt und von faschistischen Kämpfern (meist Mitgliedern der damaligen kroatischen Ustascha-Bewegung) und SS-Soldaten erschossen.
Die Mine wurde nach dem Zweiten Weltkrieg geschlossen, ein Großteil der Bevölkerung zog weg.
Seit dem Ende des Bosnienkrieges 1995 gehört der Ort zur Republika Srpska, einer der beiden Entitäten von Bosnien und Herzegowina.
In den 1970er Jahren wurden in Lješljani Thermalquellen entdeckt, später wurde eine gesundheitsfördernde Wirkung von diversen Instituten in Zagreb und Banja Luka bestätigt. Heute gibt es hier ein Freibad mit Thermalwasser, genannt Slatina. Der Bau eines Kurhotels und weiterer Thermalbäder ist in Planung.